# Philodromus insperatus
Philodromus insperatus är en spindelart som beskrevs av Schick 1965. Philodromus insperatus ingår i släktet Philodromus och familjen snabblöparspindlar. Inga underarter finns listade i Catalogue of Life.